# Zbigniew Zieliński (perkusista)
Zbigniew Zieliński (ur. 19 kwietnia 1953 w Lublinie) – polski perkusista, były członek zespołu Budka Suflera.
W młodości przyjaźnił się z Andrzejem Ziółkowskim, obaj mieszkali w Świdniku. Około 1971 roku Ziółkowski zapoznał go z zespołem. Budka Suflera zajmowała się wówczas głównie graniem coverów, m.in. Free.
Zieliński wziął udział w nagrywaniu utworu „Sen o dolinie”,
„Memu miastu na do widzenia” oraz wczesnej wersji „Lubię ten stary obraz” (zarejestrowanej w grudniu 1974, grał w niej dodatkowo na dzwonach rurowych). Wszystkie trzy utwory znalazły się później na albumie Underground.
Zieliński odszedł z zespołu w marcu 1975 roku. Romuald Lipko twierdził, że powodem był brak zaangażowania perkusisty i opuszczanie prób, natomiast on sam utrzymywał, że jego styl gry przestał pasować do kierunku muzycznego, w którym podążał zespół.